# Число Грэма
Число Грэма (англ. Graham's number) — гигантское число, которое является верхней границей для решения определённой проблемы в теории Рамсея. Является некоторой очень большой степенью тройки, которая записывается с помощью нотации Кнута. Названо в честь Рональда Грэма.
Оно стало известно широкой публике после того, как Мартин Гарднер описал его в своей колонке «Математические игры» в журнале Scientific American в ноябре 1977 года, где было сказано: «В неопубликованном доказательстве Грэм недавно установил границу настолько большую, что ей принадлежит рекорд как наибольшему числу, когда-либо использовавшемуся в серьёзном математическом доказательстве».
В 1980 году Книга рекордов Гиннесса повторила утверждения Гарднера, ещё больше подогрев интерес публики к этому числу. Число Грэма в невообразимое количество раз больше, чем другие хорошо известные большие числа, такие, как гугол, гуголплекс и даже больше, чем число Скьюза и число Мозера. Вся наблюдаемая вселенная слишком мала для того, чтобы вместить в себя обыкновенную десятичную запись числа Грэма (предполагается, что запись каждой цифры занимает по меньшей мере объём Планка). Даже степенные башни вида {\displaystyle a^{b^{c^{\cdot ^{\cdot ^{\cdot }}}}}} бесполезны для этой цели (в том же смысле), хотя это число и может быть записано с использованием рекурсивных формул, таких, как нотация Кнута или эквивалентных, что и было сделано Грэмом. Последние 500 цифр числа Грэма — это
```
...02425950695064738395657479136519351798334535362521
   43003540126026771622672160419810652263169355188780
   38814483140652526168785095552646051071172000997092
   91249544378887496062882911725063001303622934916080
   25459461494578871427832350829242102091825896753560
   43086993801689249889268099510169055919951195027887
   17830837018340236474548882222161573228010132974509
   27344594504343300901096928025352751833289884461508
   94042482650181938515625357963996189939679054966380
   03222348723967018485186439059104575627262464195387.
```

В современных математических доказательствах иногда встречаются числа, ещё много бо́льшие, чем число Грэма, например, в работе с конечной формой Фридмана в теореме Краскала — так называемое TREE(3).

## Проблема Грэма
Число Грэма связано со следующей проблемой в теории Рамсея:
Рассмотрим {\displaystyle n}-мерный гиперкуб и соединим все пары вершин для получения полного графа с {\displaystyle 2^{n}} вершинами. Раскрасим каждое ребро этого графа либо в красный, либо в синий цвет. При каком наименьшем значении {\displaystyle n} каждая такая раскраска обязательно содержит раскрашенный в один цвет полный подграф с четырьмя вершинами, все из которых лежат в одной плоскости?
Грэм и Ротшильд в 1971 году доказали, что эта проблема имеет решение, {\displaystyle N^{*}}, и показали, что {\displaystyle 6\leqslant N^{*}\leqslant N}, где {\displaystyle N} — конкретное, точно определённое, очень большое число. На языке стрелочной нотации Кнута оно может быть записано как {\displaystyle N=F^{7}(12)}, где {\displaystyle F(n)=2\uparrow ^{n}3}. Это число именуется как «малое число Грэма» (англ. Little Graham).
Нижняя граница была улучшена Экзу в 2003 году и Баркли в 2008 году, который показал, что {\displaystyle N^{*}} должно быть не меньше 13. Потом последовало и улучшение верхней границы до {\displaystyle 2\uparrow ^{3}6} и затем до {\displaystyle 2\uparrow \uparrow 2\uparrow \uparrow 2\uparrow \uparrow 9}. Таким образом, {\displaystyle 13\leqslant N^{*}\leqslant 2\uparrow \uparrow 2\uparrow \uparrow 2\uparrow \uparrow 9}.
Предметом настоящей статьи является верхняя граница {\displaystyle G}, которая много слабее (то есть больше), чем {\displaystyle N}: {\displaystyle G=f^{64}(4)}, где {\displaystyle f(n)=3\uparrow ^{n}3}. Именно эта граница, описанная в неопубликованной работе Грэма, и была описана (и названа числом Грэма) Мартином Гарднером.

## Определение числа Грэма
При использовании Стрелочной нотации Кнута число Грэма G может быть записано как

{\displaystyle \left.{\begin{matrix}G&=&3\underbrace {\uparrow \uparrow \cdots \cdots \cdots \cdots \cdots \uparrow } 3\\&&3\underbrace {\uparrow \uparrow \cdots \cdots \cdots \cdots \uparrow } 3\\&&\underbrace {\qquad \;\;\vdots \qquad \;\;} \\&&3\underbrace {\uparrow \uparrow \cdots \cdot \cdot \uparrow } 3\\&&3\uparrow \uparrow \uparrow \uparrow 3\end{matrix}}\right\}{\text{64 слоя}}},

где количество стрелок в каждом слое, начиная с верхнего, определяется числом в следующем слое, то есть
{\displaystyle G=g_{64},} где {\displaystyle g_{1}=3\uparrow \uparrow \uparrow \uparrow 3,\ g_{n}=3\uparrow ^{g_{n-1}}3,}
где верхний индекс у стрелки показывает общее количество стрелок. Другими словами, {\displaystyle G} вычисляется в 64 шага: на первом шаге мы вычисляем {\displaystyle g_{1}} с четырьмя стрелками между тройками, на втором — {\displaystyle g_{2}} с {\displaystyle g_{1}} стрелками между тройками, на третьем — {\displaystyle g_{3}} с {\displaystyle g_{2}} стрелками между тройками и так далее; в конце мы вычисляем {\displaystyle G=g_{64}} с {\displaystyle g_{63}} стрелок между тройками.
Это может быть записано как
{\displaystyle G=f^{64}(4)}, где {\displaystyle f(n)=3\uparrow ^{n}3,}
где верхний индекс у {\displaystyle f} означает итерации функций. Функция {\displaystyle f} является частным случаем гипероператоров {\displaystyle f(n)={\text{hyper}}(3,n+2,3)} и может также быть записана при помощи цепных стрелок Конвея как {\displaystyle f(n)=3\rightarrow 3\rightarrow (n+2)}. Последняя запись также позволяет записать следующие граничные значения для {\displaystyle G}:
{\displaystyle 3\rightarrow 3\rightarrow 64\rightarrow 2<G<3\rightarrow 3\rightarrow 65\rightarrow 2.}
С помощью массивной нотации Бауэрса границы числа Грэма можно записать как:
{3,64,1,2} < G < {3,65,1,2}.

### Масштаб числа Грэма
Для того чтобы осознать невероятно огромный размер числа Грэма, полезно попробовать представить через возведение в степень хотя бы первый член (g1) стремительно растущей 64-членной последовательности (т. н. «грааль», Grahal). На языке тетраций {\displaystyle \uparrow \uparrow } означает:
{\displaystyle g_{1}=3\uparrow \uparrow \uparrow \uparrow 3=3\uparrow \uparrow \uparrow (3\uparrow \uparrow \uparrow 3)=3\uparrow \uparrow {\Bigl (}3\uparrow \uparrow {\bigl (}3\uparrow \uparrow \ \dots \ (3\uparrow \uparrow 3)\dots {\bigr )}{\Bigr )}},
где число троек в выражении справа
{\displaystyle 3\uparrow \uparrow \uparrow 3\ =\ 3\uparrow \uparrow (3\uparrow \uparrow 3).}
Теперь каждая тетрация ({\displaystyle \uparrow \uparrow }) по определению разворачивается в «степенную башню» как
{\displaystyle 3\uparrow \uparrow X\ =\ 3\uparrow {\Bigl (}3\uparrow {\bigl (}3\uparrow \dots (3\uparrow 3)\dots {\bigr )}{\Bigr )}\ =\ 3^{3^{\cdot ^{\cdot ^{\cdot ^{3}}}}}}, где X — количество троек.
Таким образом,
{\displaystyle g_{1}=3\uparrow \uparrow (3\uparrow \uparrow (3\uparrow \uparrow \ \dots \ (3\uparrow \uparrow 3)\dots ))}, где количество троек — {\displaystyle 3\uparrow \uparrow (3\uparrow \uparrow 3)}.
Оно может быть записано на языке степеней:
{\displaystyle g_{1}=\left.{\begin{matrix}3^{3^{\cdot ^{\cdot ^{\cdot ^{\cdot ^{3}}}}}}\end{matrix}}\right\}\left.{\begin{matrix}3^{3^{\cdot ^{\cdot ^{\cdot ^{3}}}}}\end{matrix}}\right\}\dots \left.{\begin{matrix}3^{3^{3}}\end{matrix}}\right\}3\quad }, где число башен — {\displaystyle \quad \left.{\begin{matrix}3^{3^{\cdot ^{\cdot ^{\cdot ^{3}}}}}\end{matrix}}\right\}\left.{\begin{matrix}3^{3^{3}}\end{matrix}}\right\}3},
где количество троек в каждой башне, начиная слева, указывается предыдущей башней.
Другими словами, {\displaystyle g_{1}} вычисляется путём вычисления количества башен, {\displaystyle n=3^{3^{\cdot ^{\cdot ^{\cdot ^{3}}}}}} (где число троек — {\displaystyle 3^{3^{3}}} = 7 625 597 484 987), и затем вычисления {\displaystyle n} башен в следующем порядке:
1-я башня: 3
2-я башня: 3↑3↑3 (количество троек — 3) = 7 625 597 484 987
3-я башня: 3↑3↑3↑3↑…↑3 (количество троек — 7 625 597 484 987) = …
.
.
.
{\displaystyle g_{1}} = {\displaystyle n}-я башня: 3↑3↑3↑3↑3↑3↑3↑…↑3 (количество троек задаётся результатом вычисления {\displaystyle (n-1)}-й башни)
Масштаб первого члена, {\displaystyle g_{1}}, настолько велик, что его практически невозможно осознать, хотя запись выше относительно проста для понимания. Хотя {\displaystyle n} — это всего лишь количество башен в этой формуле для {\displaystyle g_{1}}, уже это число много больше количества объёмов Планка, которые содержатся в наблюдаемой вселенной (примерно {\displaystyle 4\cdot 10^{185}}). Оно уже больше гуголплекса, и вся запись с 7625597484987 тройками уже на третьей башне (так называемое «тритри», Tritri) будет занимать расстояние от Земли до Солнца. Даже башня с четырьмя тройками {\displaystyle 3^{3^{3^{3}}}=3^{7\,625\,597\,484\,987}\approx 1{,}3\times 10^{3\,638\,334\,640\,024}} представляет собой уже слишком большое число, чтобы представить его непосредственно. После первого члена нас ожидают ещё 63 члена стремительно растущей последовательности.